# Issei Takayanagi
Issei Takayanagi (高柳 一誠?, Takayanagi Issei; Yokohama, 14 settembre 1986) è un ex calciatore giapponese, di ruolo centrocampista.

## Carriera
Nella sua carriera agonistica ha militato nel Sanfrecce Hiroshima, nel Consadole Sapporo e nel Vissel Kobe.

## Palmarès
- Supercoppa giapponese: 1

Sanfrecce Hiroshima: 2008